# Darian King
Darian King, né le 26 avril 1992 à Bridgetown, est un joueur de tennis barbadien, professionnel depuis 2010.

## Biographie
Darian King a commencé à jouer au tennis avec son grand frère, Chris, qui est désormais son entraîneur. Il s'est mis au tennis à l'âge de 8 ans puis a été repéré par l'ancien joueur professionnel Martin Blackman (en), également originaire de la Barbade.
En 2010, il remporte le tournoi de consolation des Jeux olympiques de la jeunesse à Singapour et atteint le 47e rang mondial au classement ITF junior.
Il est le second joueur de tennis provenant de l'île de la Barbade à passer professionnel (le dernier étant Haydn Lewis, 583e en 2008). Il est également le principal membre de l'équipe de Barbade de Coupe Davis depuis 2011. L'équipe a atteint pour la première fois de son histoire le Groupe I de la zone américaine en 2015.

## Carrière
En 2015, Darian King devient le premier joueur de tennis barbadien à parvenir à se qualifier à un tournoi ATP à Washington.
Principalement habitué au circuit Futures, il se distingue en 2016 en remportant ses trois premiers tournois Challenger à Cali, Binghamton et Tiburon. Il reçoit également une invitation de la part de la Commission tripartite qui lui permet de participer aux Jeux olympiques de Rio de Janeiro où il perd au premier tour contre Steve Johnson.
Début 2017, il se fait remarquer lors du tournoi de Memphis où il écarte Bernard Tomic, 32e mondial au premier tour. Il se qualifie également pour le Masters d'Indian Wells où il s'incline au deuxième tour en trois sets contre Gaël Monfils. L'année suivante, il s'incline en finale de la première édition du tournoi Challenger d'Indian Wells face à Martin Kližan.
Son palmarès sur le circuit ITF comprend 13 titres en simple et 18 en double.

## Palmarès dans les tournoisChallenger
| N° | Date       | Tournoi                                                 | Dotation    | Adversaire             | Score         |
| -- | ---------- | ------------------------------------------------------- | ----------- | ---------------------- | ------------- |
| 1  | 04/07/2016 | Milo Open Cali, Cali                                    | 50 000 $ +H | Víctor Estrella Burgos | 5-7, 6-4, 7-5 |
| 2  | 18/07/2016 | Levene Gouldin & Thompson Tennis Challenger, Binghamton | 50 000 $    | Mitchell Krueger       | 6-2, 6-3      |
| 3  | 26/09/2016 | Tiburon Challenger, Tiburon                             | 100 000 $   | Michael Mmoh           | 7-62, 6-2     |

## Parcours dans les tournois duGrand Chelem

### En simple
| Année | Open d'Australie | Open d'Australie | Internationaux de France | Internationaux de France | Wimbledon | Wimbledon | US Open         | US Open          |
| ----- | ---------------- | ---------------- | ------------------------ | ------------------------ | --------- | --------- | --------------- | ---------------- |
| 2017  | —                | —                | —                        | —                        | —         | —         | 1er tour (1/64) | Alexander Zverev |

N.B. : à droite du résultat se trouve le nom de l'ultime adversaire.

## Parcours dans lesMasters 1000
| Année | Indian Wells       | Miami             | Monte-Carlo | Madrid | Rome | Canada | Cincinnati | Shanghai | Paris |
| ----- | ------------------ | ----------------- | ----------- | ------ | ---- | ------ | ---------- | -------- | ----- |
| 2017  | 2e tour G. Monfils | 2e tour D. Goffin | —           | —      | —    | —      | —          | —        | —     |
| 2018  | —                  | 1er tour N. Kuhn  | —           | —      | —    | —      | —          | —        | —     |

N.B. : sous le résultat se trouve le nom de l’ultime adversaire.

## Classements ATP en fin de saison
| Année          | 2010 | 2011 | 2012 | 2013 | 2014 | 2015 | 2016 | 2017 | 2018 | 2019 |
| Rang en simple | 1579 | 718  | 505  | 456  | 322  | 224  | 152  | 173  | 204  | 167  |

Source : (en) Classements de Darian King sur le site officiel de la Fédération internationale de tennis